# Pristimantis bipunctatus
Espèce
Synonymes
- Eleutherodactylus bipunctatus Duellman & Hedges, 2005

Statut de conservation UICN

 LC  : Préoccupation mineure

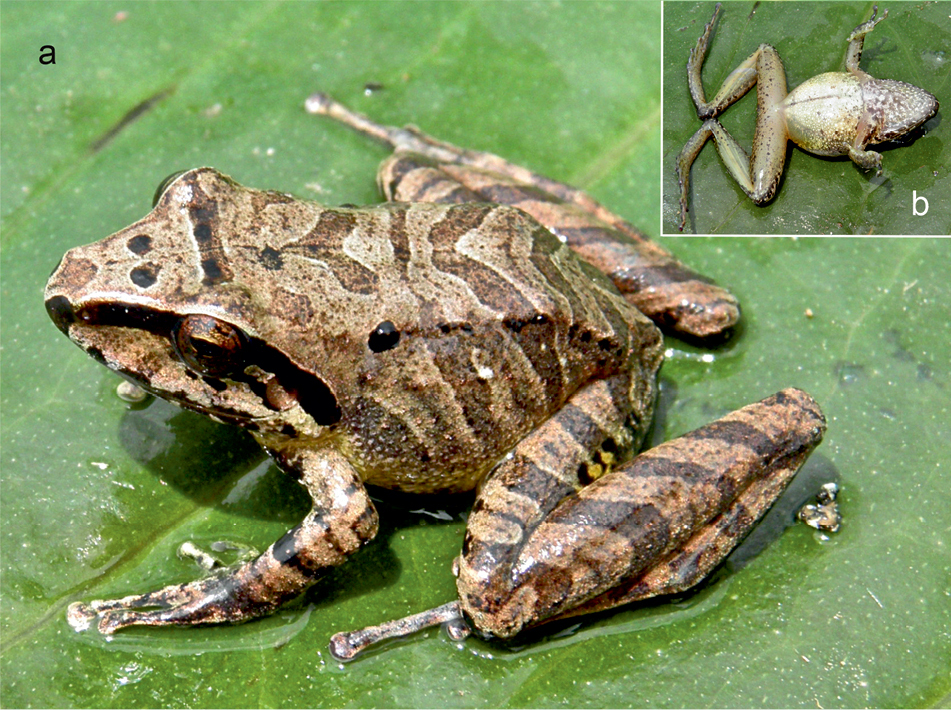

Pristimantis bipunctatus est une espèce d'amphibiens de la famille des Craugastoridae.

## Répartition
Cette espèce est endémique du Pérou. Elle se rencontre dans les régions de Pasco, de Junín et d'Ucayali entre 230 et 2 320 m d'altitude.

## Publication originale
- Duellman & Hedges, 2005 : Eleutherodactyline frogs (Anura: Leptodactylidae) from the Cordillera Yanachaga in central Peru. Copeia, vol. 2005, no 3, p. 526-538.